# Xã Nether Providence, Quận Delaware, Pennsylvania
Xã Nether Providence (tiếng Anh: Nether Providence Township) là một xã thuộc quận Delaware, tiểu bang Pennsylvania, Hoa Kỳ. Năm 2010, dân số của xã này là 13.706 người.